# (554) Peraga
(554) Peraga es un asteroide perteneciente al cinturón de asteroides descubierto el 8 de enero de 1905 por Paul Götz desde el observatorio de Heidelberg-Königstuhl, Alemania.
Está nombrado por Peraga, una villa del norte de Italia.